# Антипатр Идумеянин
Антипа́тр (ивр. אנטיפטרוס האדומי‎; убит в 43 году до н. э.), идумеянин, отец Ирода I Великого, наместник Иудеи, основатель династии Иродиадов.

## Биография
Сын Антипы, или Антипатра, которого Александр Яннай, царь Иудеи, сделал стратегом Идумеи и Газы. Войдя в милость к Помпею, Антипатр стал опекуном царя-первосвященника Гиркана II и фактическим правителем покорённого римлянами еврейского народа.
Антипатр укрепил своё положение, когда во время борьбы Помпея с Цезарем оказался на стороне победителя. Он захватил полный контроль над престолом и, хотя носил только данный ему Цезарем титул наместника (эпитропа) всей Иудеи, но в действительности стал её правителем.
Антипатр был женат на набатейской принцессе Кипре, от которой у него было пятеро детей: Фазаель, Ирод, Иосиф, Ферор и Саломея.
С согласия царя Гиркана Антипатр сделал своего старшего сына Фазаеля правителем Иерусалима, а младшего Ирода — губернатором Галилеи.
Антипатр был отравлен в 43 году до н. э. Малихом, который надеялся занять его место, но сам был убит по приказанию Ирода.